# روس كولينز
روس كولينز (9 ديسمبر 1945 بسيدني في أستراليا - ) (بالإنجليزية: Ross Collins)‏ هو لاعب كريكت أسترالي.

## وصلات خارجية
- روس كولينز على موقع إي آس بي آن كريك إنفو (الإنجليزية)